# L'Ukraine en feu
 (février 2023).
La mise en forme du texte ne suit pas les recommandations de Wikipédia : il faut le « wikifier ».
Les points d'amélioration suivants sont les cas les plus fréquents. Le détail des points à revoir est peut-être précisé sur la page de discussion.
- Les titres sont pré-formatés par le logiciel. Ils ne sont ni en capitales, ni en gras.
- Le texte ne doit pas être écrit en capitales (les noms de famille non plus), ni en gras, ni en italique, ni en « petit »…
- Le gras n'est utilisé que pour surligner le titre de l'article dans l'introduction, une seule fois.
- L'italique est rarement utilisé : mots en langue étrangère, titres d'œuvres, noms de bateaux, etc.
- Les citations ne sont pas en italique mais en corps de texte normal. Elles sont entourées par des guillemets français : « et ».
- Les listes à puces sont à éviter, des paragraphes rédigés étant largement préférés. Les tableaux sont à réserver à la présentation de données structurées (résultats, etc.).
- Les appels de note de bas de page (petits chiffres en exposant, introduits par l'outil «  Source ») sont à placer entre la fin de phrase et le point final[comme ça].
- Les liens internes (vers d'autres articles de Wikipédia) sont à choisir avec parcimonie. Créez des liens vers des articles approfondissant le sujet. Les termes génériques sans rapport avec le sujet sont à éviter, ainsi que les répétitions de liens vers un même terme.
- Les liens externes sont à placer uniquement dans une section « Liens externes », à la fin de l'article. Ces liens sont à choisir avec parcimonie suivant les règles définies. Si un lien sert de source à l'article, son insertion dans le texte est à faire par les notes de bas de page.
- La présentation des références doit suivre les conventions bibliographiques. Il est recommandé d'utiliser les modèles {{Ouvrage}}, {{Chapitre}}, {{Article}}, {{Lien web}} et/ou {{Bibliographie}}. Le mode d'édition visuel peut mettre en forme automatiquement les références.
- Insérer une infobox (cadre d'informations à droite) n'est pas obligatoire pour parachever la mise en page.

Pour une aide détaillée, merci de consulter Aide:Wikification.
Si vous pensez que ces points ont été résolus, vous pouvez retirer ce bandeau et améliorer la mise en forme d'un autre article.
Pour plus de détails, voir Fiche technique et Distribution.
L'Ukraine en feu (Ukraine on Fire) est un film documentaire réalisé par Igor Lopationok. Il présente Oliver Stone, le producteur délégué, interviewant des personnalités entourant la révolution ukrainienne de 2014, telles que Viktor Ianoukovitch et Vladimir Poutine. 
La thèse centrale du film est que les événements qui ont conduit à la fuite de Ianoukovitch en février 2014 sont un prétendu coup d'État mené par les États-Unis avec l'aide de factions ukrainiennes d'extrême droite,. Le documentaire est largement critiqué pour sa présentation de la seule perspective russe sur les événements. Il est accusé de relayer la propagande du Kremlin et la désinformation sur la guerre russo-ukrainienne,.

## Synopsis
Le film commence par un aperçu historique, détaillant des événements tels que l'Hetmanat cosaque, la Première Guerre mondiale et le traité de Brest-Litovsk, l'incorporation de l'Ukraine occidentale à l'URSS, la Grande Guerre patriotique, le collaborationnisme ukrainien pendant la Seconde Guerre mondiale, les événements de Babi Yar, le massacre de Volyn et la guerre de guérilla de l'armée insurrectionnelle ukrainienne jusqu'au milieu des années 1950.
Le film mentionne que pendant la guerre froide, la CIA a maintenu des contacts avec des nationalistes ukrainiens afin d'avoir d'éventuelles voies de contre-espionnage vers l'URSS. Le film présente des personnalités telles que Mykola Lebed, Stepan Bandera, Dmytro Dontsov, Andriy Melnyk et Roman Choukhevytch, qui ont joué un rôle important dans le mouvement nationaliste.
Il couvre ensuite l'évolution de l'Ukraine depuis l'effondrement de l'Union soviétique dans les « folles années 1990 ». Il soutient que l'économie de marché libre a donné naissance à une petite classe d'oligarques qui ont acquis une richesse et un pouvoir considérables, tout en laissant la majorité de la population dans la pauvreté. Cependant, le documentaire ne fournit pas de données ou d'analyses pour étayer cette critique.
Une grande partie du documentaire est consacrée à raconter l'évolution de la politique d'extrême droite en Ukraine. Il raconte comment en 1991, Oleh Tyahnybok a fondé le parti national radical Svoboda. Dmytro Iaroch a fondé une autre organisation d'extrême droite Tryzoub (Trident) en 1994, qui a ensuite fusionné avec Secteur droit.
Le film traite de la révolution orange de 2004, qui a vu l'élection de Viktor Iouchtchenko, à tendance ouest, contre Viktor Ianoukovitch (à tendance est) après une nouvelle élection en raison d'une fraude électorale généralisée. Il couvre également les événements qui ont précédé les manifestations de Maidan en 2014, y compris les négociations sur un accord commercial avec l'Union européenne, le rôle des ONG et l'apparition d'hommes politiques américains tels que Chris Murphy et John McCain. Le documentaire affirme que les manifestations du Maïdan, initialement pacifiques, ont commencé à s'intensifier avec l'implication d'éléments radicaux, dont des militants du secteur droit qui ont été amenés sur le Maïdan pour « muscler » les manifestations pacifiques.
La rétrospective historique est suivie d'entretiens d'Oliver Stone avec Viktor Ianoukovitch et Vladimir Poutine, dans lesquels ils expliquent la situation en 2013 concernant l'accord commercial avec l'Union européenne et pourquoi les négociations ont été interrompues. Cependant, aucune perspective occidentale n'est discutée concernant l'accord commercial. Le film couvre également les événements qui ont conduit au renversement de Ianoukovitch, y compris l'escalade de la violence des deux côtés et l'accord négocié par les ministres des Affaires étrangères de la France, de l'Allemagne et de la Pologne qui n'a pas été considéré comme contraignant par les militants du Secteur droit. Le film soutient que la procédure de destitution concernant Ianoukovitch n'était pas conforme à la constitution, car la majorité requise des trois quarts de 450 députés n'a pas été atteinte.
Le documentaire traite également de l'annexion de la Crimée par la Russie et du conflit en cours dans l'est de l'Ukraine, ainsi que de plusieurs événements qui ont accru les tensions entre les États-Unis et la Russie, comme la destruction de l'avion de ligne MH 17 au-dessus de la zone de guerre civile dans l'est Ukraine. Le film met en lumière le rôle de l'expansion de l'OTAN vers l'est et les préoccupations de la Russie, et soulève également des questions sur la légitimité du nouveau gouvernement à Kiev et l'imposition de sanctions contre la Russie.
Le documentaire conclut en présentant le concept de l'horloge de la fin du monde, qui indiquait un niveau de risque mondial élevé en 2015 en raison de la modernisation des arsenaux nucléaires. Dans l'ensemble, le film fournit un récit historique détaillé de l'Ukraine et de ses luttes en cours, et soulève des questions importantes sur l'implication des puissances étrangères dans la politique ukrainienne.

## Fiche technique
- Titre : L'Ukraine en feu
- Titre original : Ukraine on Fire
- Réalisation : Igor Lopationok
- Scénario : Vanessa Dean
- Musique : John Beck Hofmann
- Photographie : Denson Baker, Elena Ivanova
- Montage : Oleksandr Anpilohov, Alexis Chavez
- Production : Igor Lopationok
  - Production exécutive : Nikoloz Bejouachvili
  - Production déléguée : Steve Pines, Oliver Stone, Victor Zubritskiy
- Pays :  États-Unis
- Genre : Documentaire
- Durée : 95 minutes

## Promotion
Le film est présenté en avant-première au festival du film de Taormine en Italie le 16 juin 2016. Il ne sort pas largement en salle, mais est publié sous forme de DVD le 18 juillet 2017. Plus tard, le documentaire est rendu disponible sur plusieurs plateformes de streaming, comme Apple TV et Amazon Prime. Depuis juin 2021, il est également sur YouTube.
En mars 2022, le documentaire est supprimé de YouTube et Vimeo. YouTube explique avoir « supprimé cette vidéo car elle a enfreint [leur] politique de contenu violent ou graphique, qui interdit le contenu contenant des images de cadavres avec des blessures massives, telles que des membres sectionnés ». Par la suite, le film est téléchargé sur Rumble pour une visualisation gratuite. Depuis le 12 mars 2022, le documentaire est à nouveau disponible sur YouTube, cette fois avec un avertissement sur le contenu.

## Accueil
Rod Dreher, écrivant pour The American Conservative, commente : « Je m'attendais à ce qu'Ukraine On Fire soit de la propagande, et c'était effectivement le cas. Mais cela ne veut pas dire que c'est entièrement un mensonge, et dans tous les cas, il est important de savoir comment l'autre partie considère un conflit, ne serait-ce que pour comprendre comment elle pense probablement ». Il a confirmé que certaines ONG sont dans le domaine du changement politique comme on l'a personnellement observé en Hongrie et s'oppose à une interprétation chapeau noir contre chapeau blanc de la situation. Selon son évaluation, l'argument de Mearsheimer et Kennan, selon lequel l'Occident a poussé l'Ukraine et la Russie vers une escalade de la crise, nécessite une réflexion (pas une approbation complète) afin de comprendre la complexité de la situation.
Andrew Roth, écrivant de Moscou pour The Guardian, a observé qu'Ukraine on Fire fait partie d'« une série de projets documentaires mettant en vedette Stone sur la Russie et l'Ukraine qui reflètent une vision du monde fortement pro-Kremlin », remarquant en outre que « Stone a noté que les films, qui critiquent fortement la révolution maidan de 2014 et ont été attaqués comme véhicules de propagande, sont très populaires en Russie ».
Néanmoins, dans le Los Angeles Times, Robert Abele propose une autre perspective : « Il y a une puissance dans l’urgence de l’approche d’Afineevski, dans les aperçus de vies bouleversées comme des sels odorants pour quiconque ressent la lassitude de l’information après neuf mois de conflit ». Il ajoute : « Avec son mélange de scènes de terrain dans plus d'une douzaine de villes, d'entretiens avec des Ukrainiens (y compris des voix russes dissidentes) et de couverture médiatique, Freedom on Fire est un ensemble palpitant de cœurs et d'esprits qui se débrouillent. au milieu de la guerre ».
Stephen Velychenko, titulaire de la chaire d'études ukrainiennes de l'université de Toronto, écrivain pour le Kyiv Post et auteur de plusieurs livres sur l'histoire ukrainienne, a vivement critiqué le parti pris pro-russe de Stone. Il a suggéré de « parcourir le livre de Karen Dawisha (en) Putin's Kleptocracy (en) (2013) et certains des livres d'Andrew Wilson et Timothy Snyder sur l'Ukraine ». Bien que Velychenko ne nie pas l'éventuelle implication de la CIA et estime que cela est normal dans les relations internationales, il ne leur attribue qu'un rôle mineur par rapport aux forces politiques nationales et soutient que l'accent mis uniquement sur les forces extérieures conduira à l'apologétique. ou théories du complot.
Antonio Armano, un journaliste italien couvrant l'Europe de l'Est, a critiqué le fait que le film ne mentionne ni la dékoulakisation de Staline ni l'Holodomor, ce qui peut expliquer pourquoi l'occupation nazie pendant la Seconde Guerre mondiale a été considérée par certains Ukrainiens comme une libération bienvenue. Comparant Ukraine on Fire au documentaire Winter on Fire sorti un an plus tôt (et dépeignant positivement la révolution de 2014), il a déclaré qu'Ukraine on Fire est un produit journalistique « moins narratif et émotionnel », tandis que Winter on Fire est « hagiographique, partiel et un peu naïf », mais parvient à rester en dehors du domaine des conspirations. Selon Armano, le principal message d'Ukraine on Fire est d'éviter une nouvelle guerre froide entre les États-Unis et la Russie avec un potentiel de confrontation nucléaire.
James Kirchick (en) de The Daily Beast a qualifié le documentaire de « dictator suckup », notant qu'« Ianoukovytch a cessé d'être président le 22 février 2014 parce qu'il a fui Kiev, se rendant incapable d'exercer ses fonctions présidentielles en vertu de la constitution ukrainienne. Plus des trois quarts du parlement du pays, y compris de nombreux membres du propre parti de Ianoukovitch, ont effectivement voté pour le destituer ce jour-là », et « il est étonnamment condescendant pour Stone de faire la leçon aux Ukrainiens, dont des milliers ont combattu et sont morts en défendant leur pays démembré contre une invasion totale par leur voisin beaucoup plus puissant — sur ce qu'ils savent et ne savent pas sur Viktor Ianoukovitch, la Russie et le potentiel d'une nouvelle guerre froide ».
Pavel Shekhtman (ru), un dissident russe recherché par les autorités russes pour extrémisme, a également qualifié le documentaire de « propagande non distillée du Kremlin », défendant que parmi les principales personnalités politiques ukrainiennes qualifiées de néo-nazies par Oliver Stone, seul Oleh Tyahnybok a recouru à la xénophobie et la rhétorique antisémite. Le parti ultranationaliste de Tyahnybok, Svoboda, a par la suite perdu la plupart de ses sièges lors des élections législatives ukrainiennes de 2014.